# H5-Topologie
H5-Topologie ist die Handelsbezeichnung einer Solarwechselrichter-Schaltungstopologie zur Fernhaltung hochfrequenter Wechselspannungen von den Solarmodulen in Photovoltaikanlagen. Sie steigert auch den Wirkungsgrad. Mit ihrer Hilfe wird nach Angaben des Entwicklers (Firma SMA) ein Wirkungsgrad z. B. beim Einsatz in Photovoltaikanlagen von über 98 Prozent erreicht.

## Funktion

Anordnung der Schalter, wobei S5&S2 oder S5&S4 synchron schalten und S1&S3 sind im Freilauf aktiv

Bei der sogenannten H5-Topologie wird vor dem Vierquadrantensteller ein zusätzlicher elektronischer Schalter S5 eingefügt, wodurch aus den üblichen vier dann fünf Schalter werden (H5). Dabei werden die im Freilaufintervall über die parasitären Kapazitäten der Anlage gegen Erde abfließenden Ströme durch den zusätzlichen Schalter (Leistungs-Halbleiter) gesperrt ("schwimmend"). Dadurch lassen sich nach Angaben der Firma SMA Wirkungsgrade von über 98 Prozent erreichen.

## Bewertung
Die parasitären Ströme aufgrund der unsymmetrischen Netzanbindung können auch mit anderen Schaltungstopologien vermieden werden (siehe Weblinks). Die Wirkungsgradangabe kann kaum objektivierbar getroffen werden, da sie von der konkreten Anlage abhängt.